# Оперный театр Зимина
О́перный теа́тр Зимина́ — частный оперный театр, созданный в 1904 году в Москве С. И. Зиминым. В 1917 году был национализирован, а в 1924 году преобразован в филиал Большого театра.

## История
Открытие театра состоялось 1 (14) октября 1904 года на сцене театра «Аквариум» представлением оперы «Майская ночь» Н. А. Римского-Корсакова.
С 1908 года спектакли ставились на сцене театра Солодовникова (ныне помещение Театра оперетты). Театр пропагандировал русскую классическую оперу («Борис Годунов» Мусоргского был поставлен без обычных купюр и со сценой «под Кромами»), ставил значительные произведения западно-европейской классики (здесь впервые в России были поставлены «Нюрнбергские мейстерзингеры» Вагнера, 1909).
Во время Первой мировой войны, в 1914 году, в Москве Зимин организовал госпиталь, где за ранеными ухаживали артисты и сотрудники его театра. В 1916 была открыта Оперная студия, где подготовка певцов велась по методике, разработанной самим Зиминым. Но очень скоро Оперная студия была ликвидирована новой властью Совета рабочих и крестьянских депутатов.
В 1917 году, в результате всеобщей национализации после Октябрьской революции, театр 3имина был национализирован и получил новое название Театр Совета рабочих депутатов, с 1919 года — Малая государственная опера, с 1921 года — Театр музыкальной драмы. Тем не менее, Сергей Иванович 3имин ещё на некоторое время был оставлен там работать в качестве члена дирекции.

## Репертуар
Среди постановок, осуществленных в оперном театре Зимина:
1907, «Орлеанская дева»: дирижёр Палицын, режиссёр Оленин; Карл VII — Пикок, Дюнуа — Веков, Лионель — Бочаров, Кардинал — Трубин, Агнесса — Добровольская, Иоанна д’Арк — Петрова-Званцева, Тибо — Осипов, Раймонд — Карензин.
24 сентября 1909. В Опере Зимина впервые был поставлен «Золотой петушок» Н. А. Римского-Корсакова: режиссёр Оленин, художник Билибин, дирижёр Купер; Шемаханская царица — Добровольская, Додон — Сперанский, Звездочёт — Пикок, Амелфа — Ростовцева, Полкан — Запорожец, Гвидон — Эрнст, Афрон — Диков, Золотой петушок — Клопотовская.
1911, «Опричник»: дирижёр Палицын, режиссёр Оленин, художник Маторин; Андрей — Дамаев, Наталья — Милова, Морозова — Остроградская, Жемчужный — Трубин. В том же 1911 г. прошла премьера оперы Э. Альбера «Долина» (вторая постановка в России после Одессы): дирижёр Палицын, постановка Оленина; Педро — Дамаев, Себастьяно — Бочаров, Марта — Друзякина, Томазо — Осипов, Нури — Турчанинова, Моруччио — Чугунов, Нандо — Скуба.
В театре ставились оперы: «Иван Сусанин», «Русалка», «Демон», «Князь Игорь», «Снегурочка», «Садко», «Сказка о царе Салтане», «Хованщина», «Борис Годунов» (без обычных купюр и со сценой «Под Кромами»); «Мельник — колдун, обманщик и сват» Соколовского, «Аскольдова могила»; «Рогнеда» Серова; произведения западно-европейских композиторов «Аида», «Богема», «Чио-Чио-сан»; «Манон» Массне; «Луиза» Шарпантье.
Кроме того, было поставлено большинство опер П. И. Чайковского. Оперы «Нюрнбергские мейстерзингеры» (в 1909) и «Кармен» впервые в России прошли в театре Зимина. Здесь были поставлены «Капитанская дочка» Кюи, «Клара Милич» Кастальского, «Трильби» Юрасовского, «Сестра Беатриса» Гречанинова и др. В 1916 году впервые увидела свет рампы именно в Опере Зимина комическая опера В. Эренберга «Свадьба» по одноимённому водевилю Чехова.
Ещё в 1908 году специально для работы с молодыми певцами Зимин открыл в Москве театр «Орион» (как филиал «Оперы Зимина»). Выдающая певица Валерия Барсова была из тех, кто впервые вышли на сцену именно в Опере Зимина — в 1917 году.

## Труппа театра
В состав Оперного театра Зимина вошла, помимо созданной им частной труппы, большая часть труппы «Товарищества артистов московской частной оперы», руководимого М. М. Ипполитовым-Ивановым, которое закрылось в том же 1904 году. В конечном счёте театр возник в результате слияний двух этих трупп.
В Опере Зимина работали как выдающиеся вокалисты времени, так и начинающие артисты. «Наряду с известными певцами Зимин приглашал в свой театр молодых актёров, организуя часто им помощь в вокальном и художественном образовании», — отмечает Большая Советская энциклопедия. Там работали певцы: Ф. И. Шаляпин; Л. В. Собинов; Л. М. Клементьев; А. М. Матвеев; П. С. Оленин — с 1907 главный режиссёр театра; В. И. Страхова, В. Р. Пикок; О. И. Каминский; В. Л. Нардов; А. И. Улуханов; Р. К. Ламберт; Н. Д. Веков, Е. В. Нечаева, Е. Я. Цветкова, В. Н. Петрова-Званцева, С. И. Друзякина, М. И. Закревская, Н. С. Ермоленко-Южина, М. В. Бочаров, В. П. Дамаев, Н. И. Сперанский, М. И. Донец, Ю. С. Кипоренко-Даманский; режиссёры А. В. Ивановский, А. П. Петровский, Н. Н. Званцев, Ф. Ф. Комиссаржевский; дирижёры М. Ипполитов-Иванов; Э. А. Купер; А. М. Пазовский; М. М. Багриновский, Е. Е. Плотников; скрипач Ю. Ф. Файер; кларнетист Ф. И. Николаевский, классический танцор М. Ф. Моисеев и ещё очень многие выдающиеся музыканты и театральные деятели — художники, артисты оркестра и т. д.
По приглашению Зимина здесь выступали зарубежные певцы — Т. Руффо, Д. Ансельми, Л. Кавальери, дирижеры — Э. Колонн (1907), Б. Вальтер (1914) и др., много лет в театре пел итальянец Маттиа Баттистини; в 1915 году на сцене театра танцевала М. Ф. Кшесинская, в 1916 году с балетной труппой приезжал М. М. Фокин.